# 莱克雷
莱克雷（法語：Les Clées）是瑞士联邦西部法语区的沃州下设的一个镇。在行政上属于沃州北汝拉区管辖。莱克雷的总面积为7.04平方公里。截至2010年底，总人口为166。

## 地理
奥尔伯河从境内穿过。